# Anansia
Anansia is een monotypisch geslacht van spinnen uit de  familie van de Tetrablemmidae.

## Soort
- Anansia astaroth Brignoli, 1974